# Референдум в Латвии (2008, пенсионный)
Референдум о поправках к закону «О государственных пенсиях» в Латвии состоялся 23 августа 2008 года.
Поправки, в поддержку которых были собраны подписи более чем 10 % избирателей, были вынесены на референдум после отклонения их Сеймом. Они предусматривали повышение коэффициентов расчёта минимальной пенсии по возрасту. Поправки были инициированы Партией пенсионеров и пожилых вместе с «Обществом за другую политику», их поддержали также парламентские оппозиционные партии «Новое время», ЦС и ЗаПЧЕЛ.
Организация референдума обошлась государству в 4 миллиона долларов. Всего в Латвии был открыт 951 участок, 47 участков работали за границей. В референдуме приняло участие 346 784 человек — 38,2 % от числа избирателей, участвовавших в последних парламентских выборах, или 22,9 % общего числа избирателей. Поскольку в референдуме участвовало менее половины избирателей, участвовавших в последних парламентских выборах (907 460), поправки не были приняты, хотя большинство (96,44 %) участников референдума их поддержало.